# Amorphoscelis chinensis
Amorphoscelis chinensis är en bönsyrseart som beskrevs av Tinkham 1937. Amorphoscelis chinensis ingår i släktet Amorphoscelis och familjen Amorphoscelidae. Inga underarter finns listade i Catalogue of Life.